# Vincenzo Dolce
Vincenzo Dolce (Salerno, 11 maggio 1995) è un pallanuotista italiano, difensore dell'AN Brescia.

## Carriera
Cresciuto nel Circolo Nautico Salerno ed emerso nella Rari Nantes Salerno, con il Posillipo ha conquistato la LEN Euro Cup nel 2015 nella finale tutta napoletana contro l'Acquachiara. Nel 2018 con lo Sport Management è finalista in Coppa LEN, mentre nel 2020 si trasferisce a Brescia conquistando immediatamente il campionato e interrompendo l'egemonia della Pro Recco. Nel 2024 conquista, sempre con Brescia, la sua prima Coppa Italia. Con i lombardi ha disputato anche un'altra finale scudetto e due finali di Coppa Italia. 

## Palmarès

### Club
- Campionato italiano: 1

AN Brescia: 2020-21
- LEN Euro Cup: 1

Posillipo: 2014-15
- Coppe Italia: 1

AN Brescia: 2023-24

### Nazionale
- Mondiali

Gwangju 2019: 
Budapest 2022: 
- Europei

Zagabria-Dubrovnik 2024: 
- Coppa del Mondo

Los Angeles 2023: 
- World League

Strasburgo 2022: 
- Universiadi

Taipei 2017: 
- Mondiali giovanili

Perth 2012: 
Szombathely 2013: 